# Даньки
Да́ньки (рос. Даньки) — присілок у складі Афанасьєвського району Кіровської області, Росія. Входить до складу Пашинського сільського поселення.
Населення становить 35 осіб (2010, 45 у 2002).
Національний склад станом на 2002 рік — росіяни 76 %.